# Alergologia
Alergologia (ou Imunoalergologia) é a especialidade da Medicina que visa o diagnóstico e o tratamento das doenças alérgicas. Atualmente esta especialidade recebeu denominação oficial de Alergia e Imunologia, uma vez que para o seu exercício, o médico especialista deve estar treinado não somente no tratamento das doenças alérgicas, mas deve também possuir profundo conhecimento do funcionamento do sistema imune, bem como estar qualificado para o diagnóstico e o tratamento de todas as suas alterações.
O médico especialista em Alergia e Imunologia é qualificado pelos estabelecimentos credenciados pelo CNRM ou AMB (CNRM: Programa de Residência Médica em Alergia e Imunopatologia / AMB: Concurso do Convênio AMB/Associação Brasileira de Alergia e Imunopatologia) e, após obtenção do título, o profissional deve registrá-lo no Conselho Regional de Medicina de seu estado para divulgar e exercer a especialidade, que consiste na avaliação clínica do paciente, nos testes cutâneo-alérgicos, na prescrição e fornecimento da imunoterapia específica para dessensibilização.  

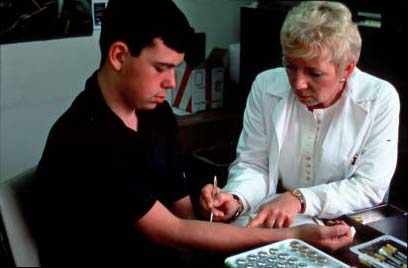
Testes de alergia